# Santa Croce a Via Flaminia
Santa Croce a Via Flaminia är en kyrkobyggnad, mindre basilika och titelkyrka i Rom, helgad åt  det heliga Korset. Kyrkan är belägen vid Via Guido Reni i quartiere Flaminio och tillhör församlingen Santa Croce a Via Flaminia.
Kyrkan förestås av Congregazione delle Santissime Stimmate di Nostro Signore Gesù Cristo, kallade Stimmatini.

## Historia
Kyrkan uppfördes i samband med 1600-årsminnet av ediktet i Milano år 313 efter ritningar av arkitekten Aristide Leonori och konsekrerades den 21 maj 1918 av ärkebiskop Giuseppe Palica.
Kyrkans exteriör har en portik med joniska granitkolonner. Fasadmosaiken av Biagio Biagetti framställer Det heliga Korsets upphöjelse. 
Absiden har tre glasmålningar: Den heliga Helena finner det sanna Korset, Kejsar Herakleios återför det sanna Korset till Jerusalem och Den uppståndne Kristus med sitt kors. Absidens halvkupol har fresken Yttersta domen.

## Titelkyrka
Kyrkan stiftades som titelkyrka av påve Paulus VI år 1965.
Kardinalpräster
- Josef Beran: 1965–1969
- Bolesław Kominek: 1973–1974
- William Wakefield Baum: 1976–2015
- Sérgio da Rocha: 2016–

## Kommunikationer
- Spårvagnshållplats – Roms spårväg, linje 2
- Busshållplats – Roms bussnät, linje 168